# Округ Колдвел (Кентаки)
Округ Колдвел (енгл. Caldwell County) је округ у америчкој савезној држави Кентаки.

## Демографија
По попису из 2010. године број становника је 12.984, што је 76 (-0,6%) становника мање него 2000. године.
| Група             | 2000.          | 2010.          |
| Белци             | 12.231 (93,7%) | 11.952 (92,1%) |
| Афроамериканци    | 628 (4,8%)     | 668 (5,1%)     |
| Азијати           | 21 (0,2%)      | 33 (0,3%)      |
| Хиспаноамериканци | 80 (0,6%)      | 129 (1,0%)     |
| Укупно            | 13.060         | 12.984         |